# Музейний квартал Святої Анни

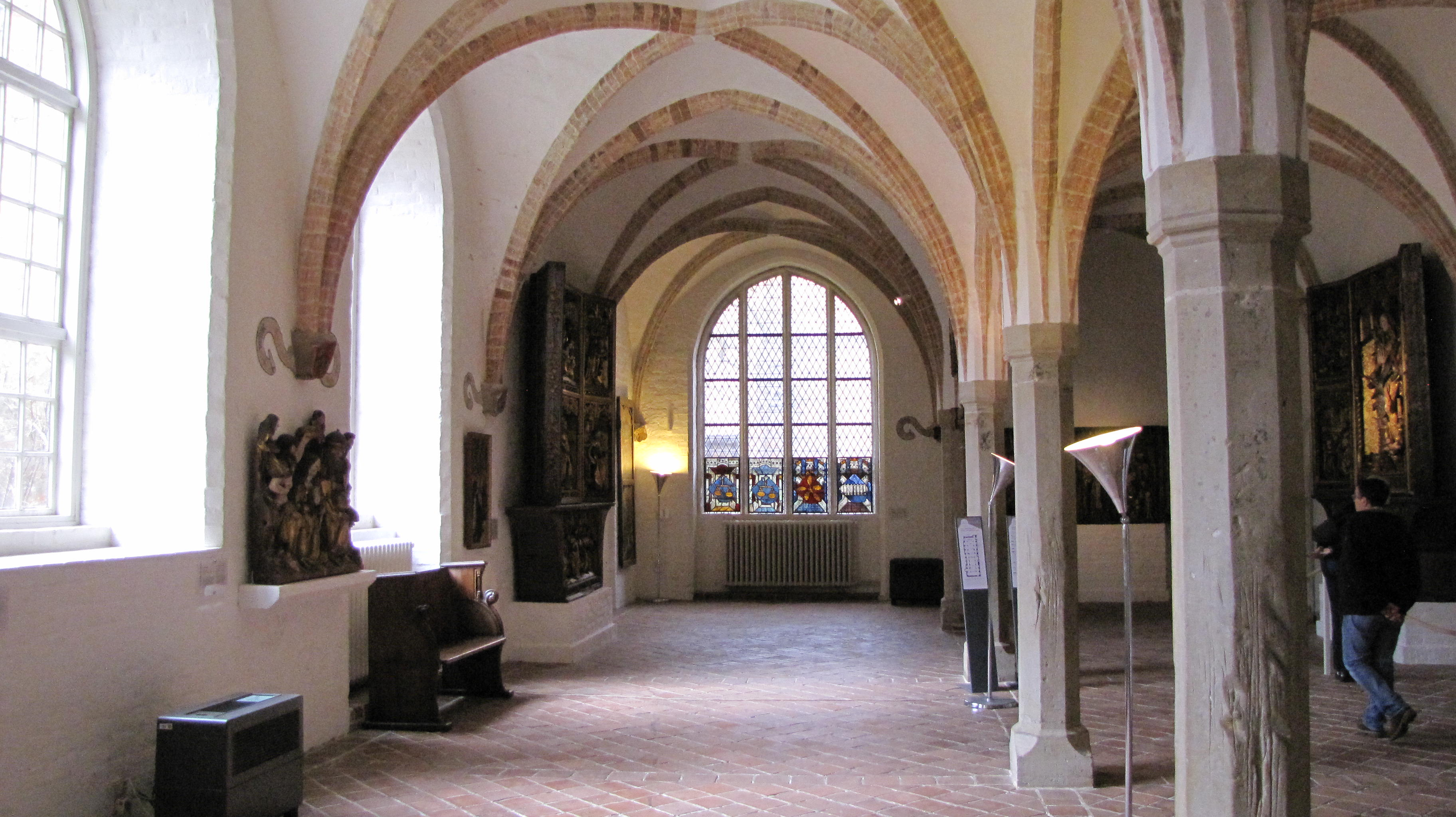
Монастир Святої Анни (2013)

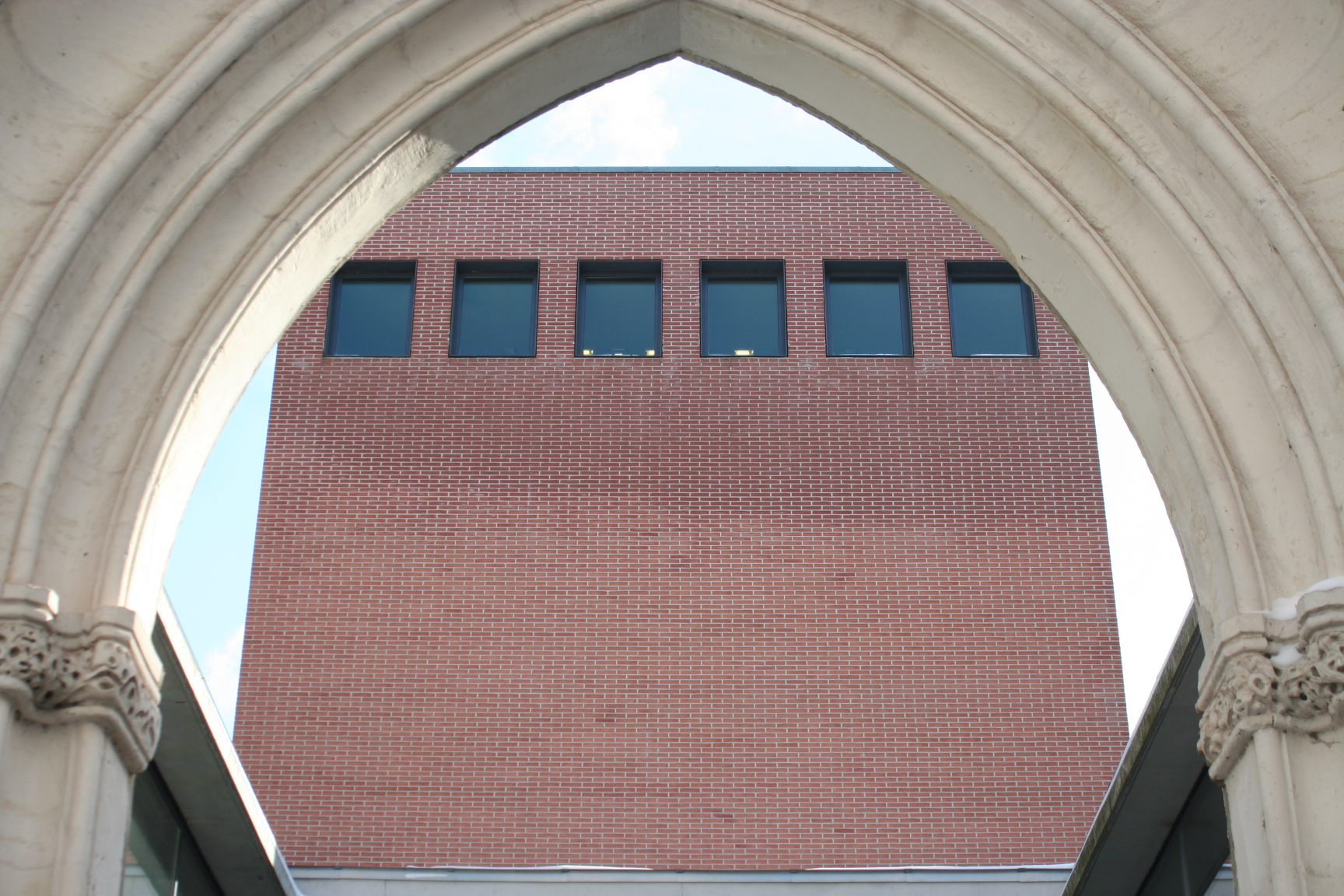
Нова картинна галерея і портал старої церкви

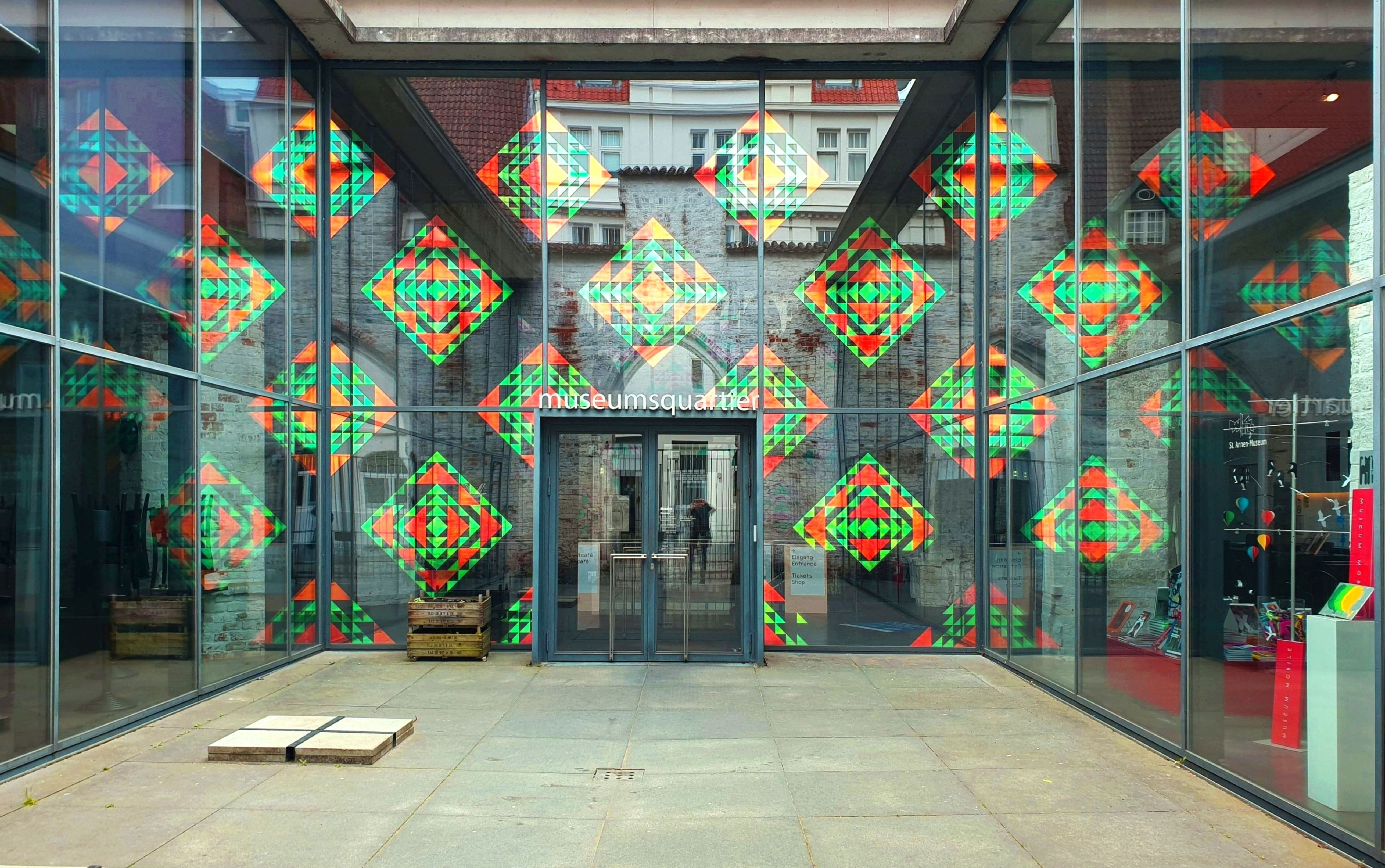
Вхід до Музейного кварталу

Музейний квартал Св. Анни (нім. Museumsquartier St. Annen) — музейний комплекс у місті Любек, розташований у будівлях колишнього монастиря Св. Анни. Він був заснований у 1915 році і є одним із місць розташування Культурної фундації Ганзейського міста Любека. Музейний квартал розташований неподалік від церкви Святого Егідія на Санкт-Аннен-штрассе в південно-східній частині Старого міста Любека поруч із синагогою. Окрім музею Св. Анни, включає Художню галерею Св. Анни та адміністрацію музею у флігелях колишнього монастиря.

## Музей Св. Анни (Музей історії мистецтва та культури)

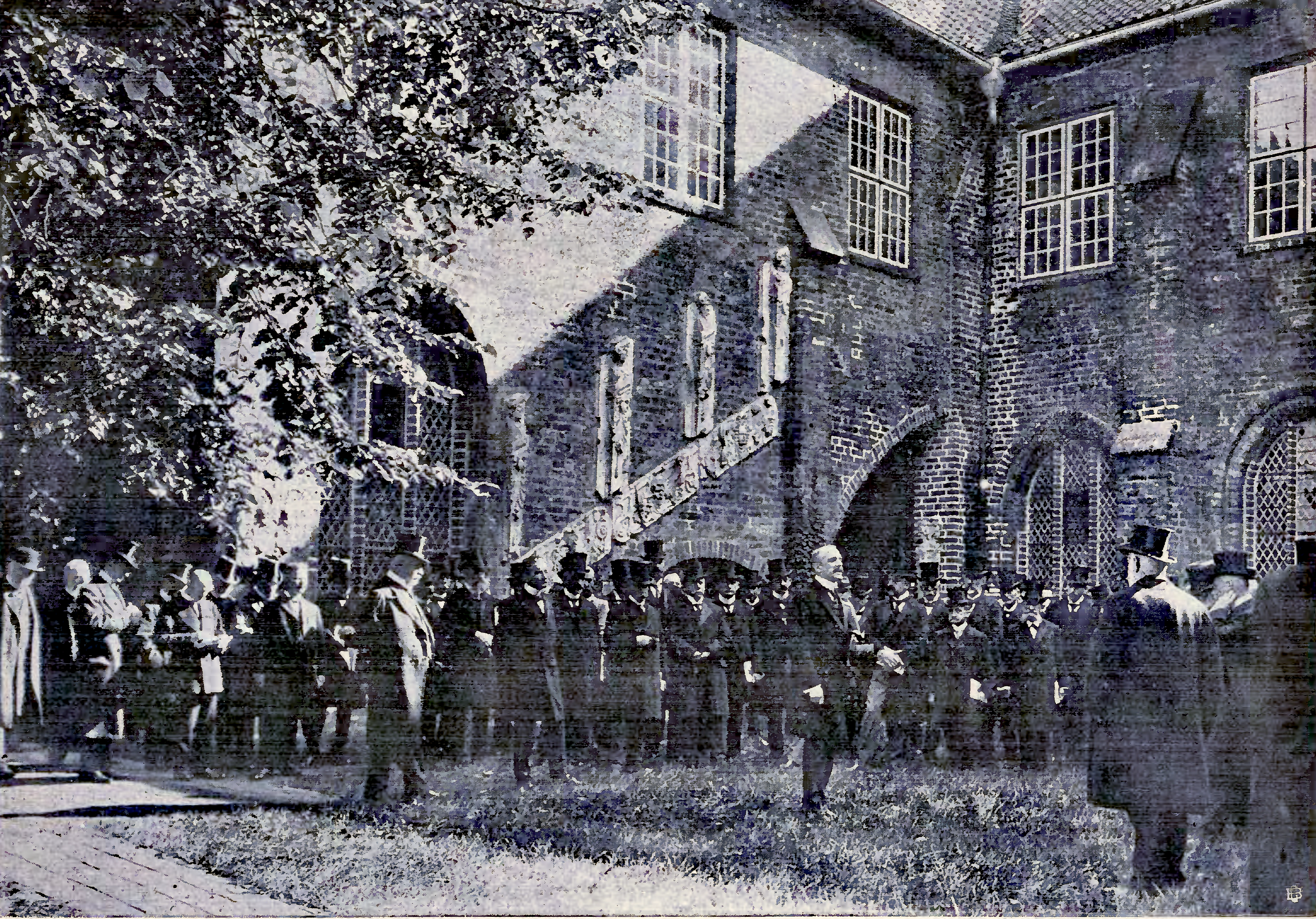
Відкриття Музею мистецтва та історії культури (1915)

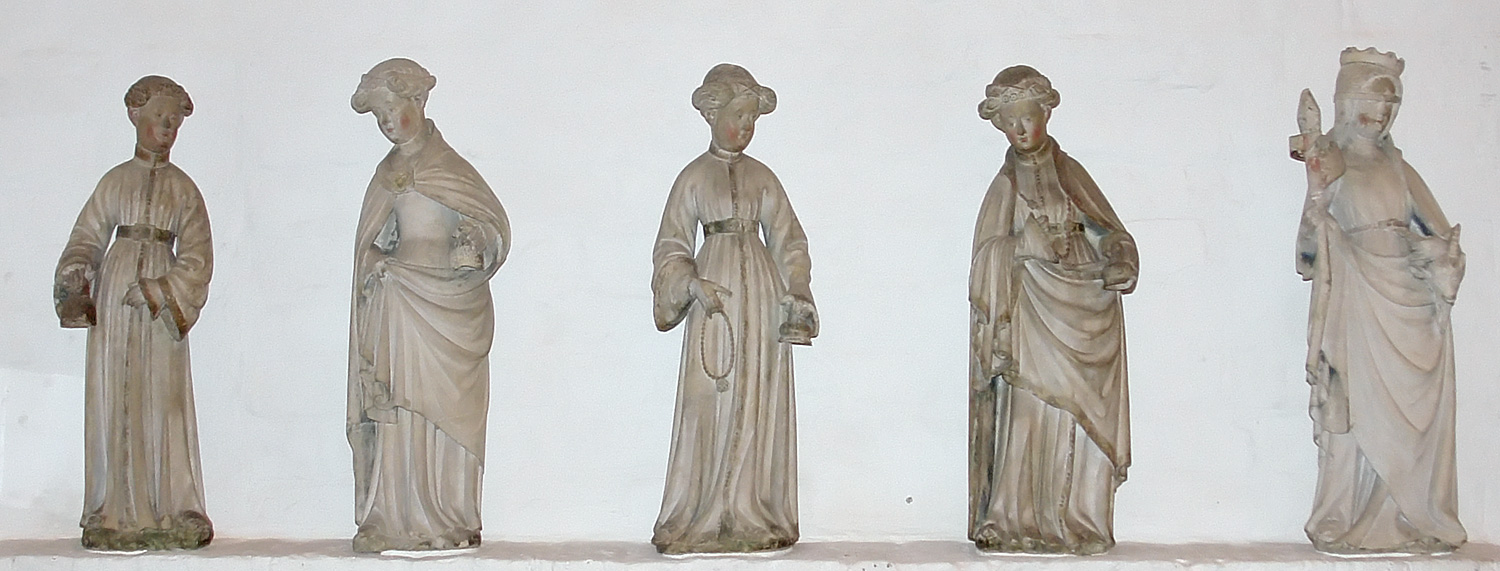
Нерозумні діви

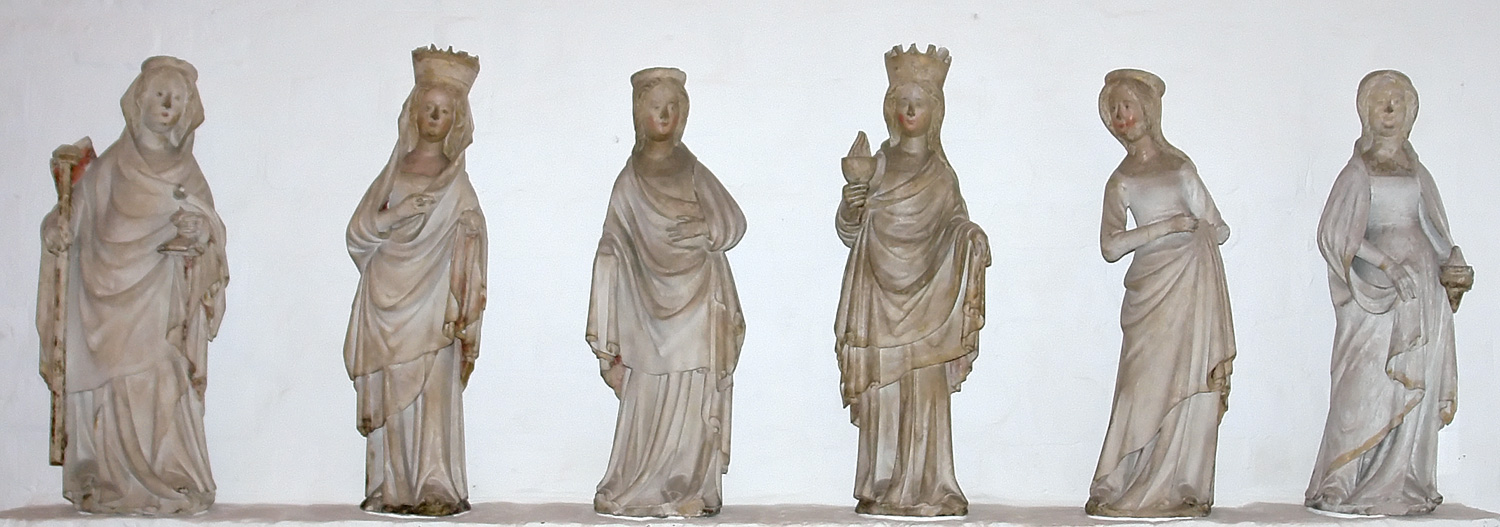
Розумні діви

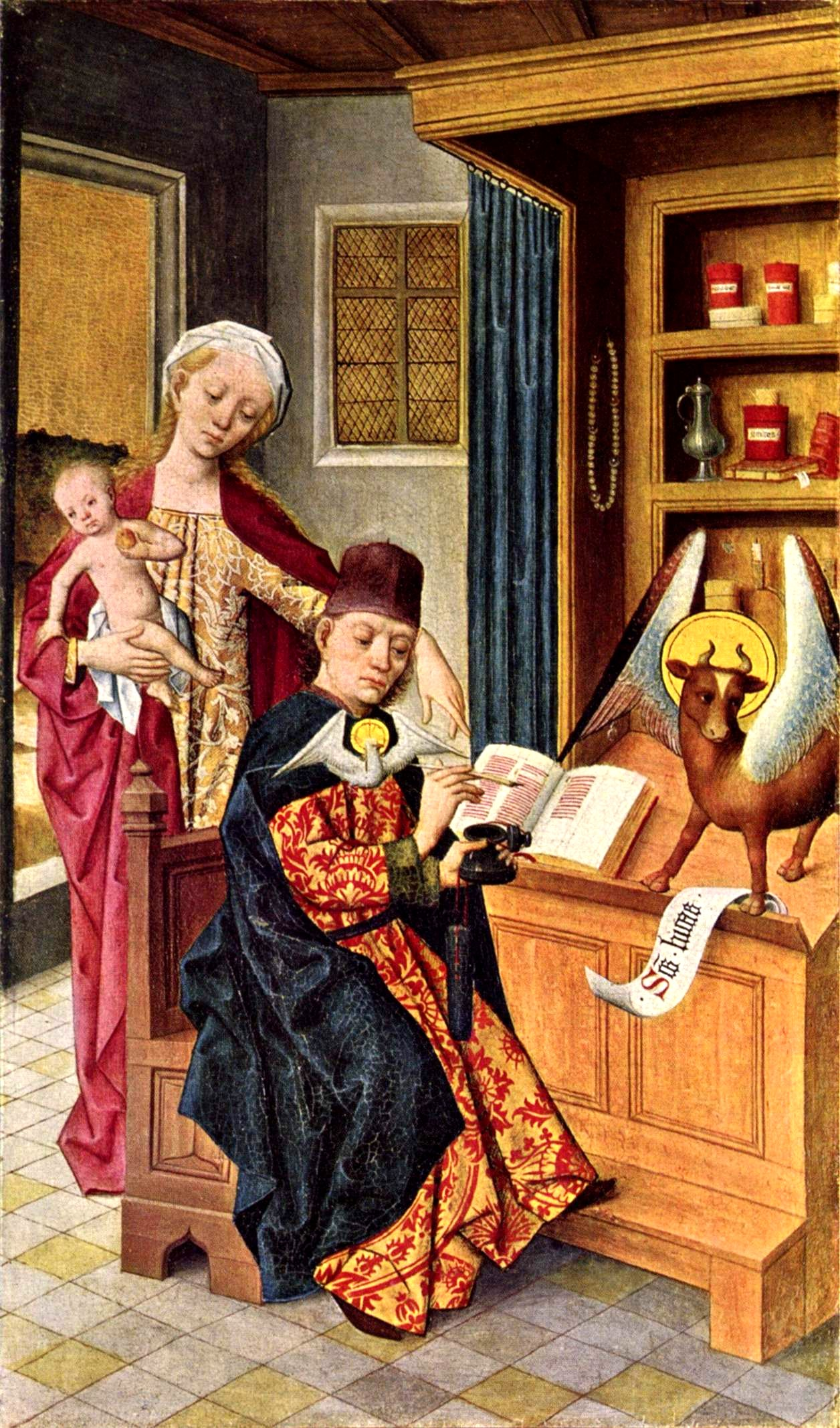
Вівтар Святого Луки Роде

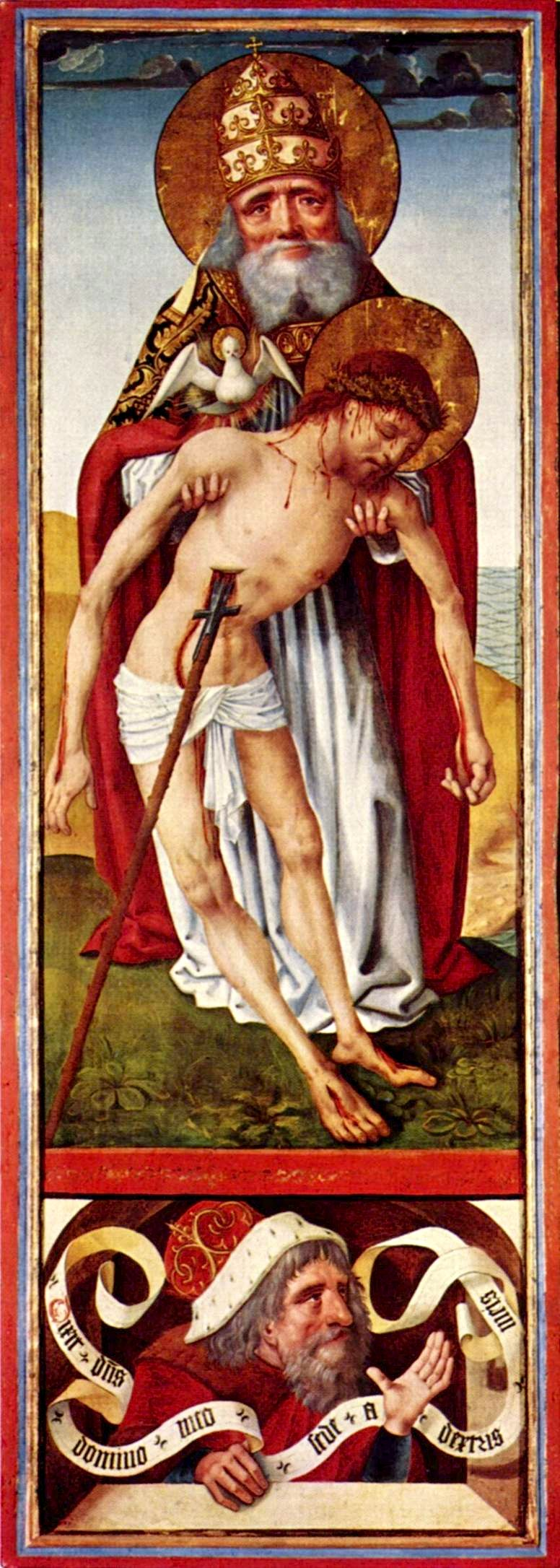
Вівтар Шоненфарера Нотке

Ще в 1888 році історик мистецтва Теодор Гах, бувши куратором колекцій Товариства сприяння некомерційній діяльності, у своєму меморандумі виступив за створення незалежного музею історії мистецтва та культури в Любеку. 1912 року сенат ганзейського міста вирішив перетворити монастир на музей. Це вимагало змін у плані будівлі, щоб мати можливість використовувати дошки підлоги та панелі з міських будинків Любека. Відкриття та подальша передача музею Товариством заохочення некомерційної діяльності як приватного спонсора під керівництвом директора музею Карла Шефера відбулося пізно ввечері 23 вересня 1915 року через війну Колекція мистецтва та історії культури, яка раніше експонувалася в Музеї Собору, була перенесена в нову будівлю. З 1920 по 1933 рік музеєм керував Карл Георг Гайзе. У цей час придбано так званий Бенгауз і створено там колекції. У 1934 музеї Любека були націоналізовані. 2006 року місто Любек передало управління музеями Фундації культури Ганзейського міста Любек. З січня 2013 року Музей Св. Анни презентує свої колекції разом із Галереєю Св. Анни як єдина установа Музейний квартал Св. Анни, що пов'язано з новою, сучасною концепцією виставки.

## Колекції

### Сакральне мистецтво середньовіччя
Завдяки указу Сенату про охорону пам'яток старовини та мистецтва від 1818 року та подальшій колекціонерській діяльності Карла Юліуса Мільде в 19 столітті музей має найбільшу кількість середньовічних крилатих вівтарів у Німеччині. Разом з вівтарем Гронау музей має єдиний збережений готичний головний вівтар однієї з церков Любека. Інші вівтарі, що збереглися, були здебільшого подаровані цехами ремісників або купцями для монастирських церков, таких як церква монастиря замку чи церква Св. Катерини. Серед них вівтар Луки художника Гермена Роде, вівтар Шененфарера Бернта Нотке, вівтар Антонія Бенедикта Драєра, вівтар Страстей Христових Ганса Мемлінга, спочатку подарований родиною Гревераде для Любекського собору, а також приватний вівтар, триптих радника Гінріха Керкринга Якоба ван Утрехта, який потрапив із ризької колекції Бредерло до Любека доволі карколомним шляхом.
Визначним витвором мистецтва є також група Св. Георга (1504), яку спочатку створив любекський скульптор Геннінг фон дер Гейде для каплиці Св. Юргена на Ратцебургер-алее. Потрясіння Реформації та час епохи Відродження в Любеку втілено в роботах учня Кранаха і любекського художника Ганса Кеммера.
Окрім творів різьблення та живопису, музей демонструє лапідарій та скульптури романського та готичного періодів, серед яких однією з найцінніших є Ніндорфська Мадонна роботи Йоганнеса Юнге. Ніндорфську мадонну знайшли в сараї в Любеку-Ніндорфі в 1926 році. Так само чудовим зразком любекського мистецтва є серія скульптур мудрі та нерозумні діви. Спочатку вони стояли в церкві замкового монастиря.

### Міське, цехове і церковне срібло
Спеціальна колекція репрезентативних келихів, трофеїв, посудин, повсякденних і церемоніальних предметів дає огляд високого рівня майстерності золотих і срібних майстрів Любека та багатства їхніх клієнтів. Більшість творів у цій колекції були створені після Реформації, оскільки мер Любека Юрген Вулленвевер розпорядився переплавити майже все середньовічне церковне срібло Любека на той час, щоб фінансувати війну проти Данії («Графська війна»). Останнім великим придбанням музею цієї колекції став Любекський срібний скарб.

### Культура проживання в Любеку
Розвиток культури проживання середнього класу від Ренесансу до Класицизму можна побачити в різних приміщеннях, деякі з яких були перенесені зі старих міських будинків Любека, на тлі творів мистецтва тогочасної доби Годфрі Кнеллера, Томаса Келлінуса (бюст радника Томаса Фріденхагена з барокового головного вівтаря церкви Св. Марії) та багато інших робіт митців, які відображають колекціонерські смаки громадян Любека та пов'язані з ними меблі разом з порцеляною з Фюрстенберга та Майсена. Надзвичайно пишно виглядає повністю збережена барокова підлога 1736 року. До цього відділу на верхньому поверсі приєднана спеціальна колекція фаянсу з Північної Німеччини, створена на мануфактурах у Келлінггузені, Штокельсдорфі та Штральзунді. Крім того, колекція іграшок інформує про те, чим були зайняті діти та молодь у Любеку в минулому.

### Музичні інструменти
У музеї є колекція історичних музичних інструментів, яка бере свій початок від скрипкового майстра Лео фон Лютгендорфа і була заснована ним як директором колишнього соборного музею. Вона була реорганізована Георгом Карштадтом у 1959 році й тепер частково включена в експозицію. Частина колекції музичних інструментів показана в Бенгаузі. Тут також експонується консоль від колишнього соборного органу, спроєктованого Арпом Шнітгером. Її зняли, коли у 1892/1893 роках побудували новий орган Валькера, і перенесли до музею.

### Параментна кімната
Ще однією особливою особливістю є кімната для одягу, в якій представлені старі літургійні ризи з церков Любека, а також вибрані частини скарбу одягу церкви Св. Марії в Гданську.

### Колекція фотографій
Експонати музею, які не показуються публіці, включають колекцію фотографій, створену Карлом Георгом Гайзе в 1920-х роках, яка складається з близько 450 художніх фотографій, включаючи 212 робіт Альберта Ренгер-Пача. Це колекція з історії фотографії та так звана колекція зразкової фотографії. Обидві колекції не поповнювалися після звільнення Гайзе в 1933 році та були забуті на багато років. Вони були знову відкриті лише в останні роки, оскільки колекція зразкової фотографії, зокрема, являє собою одну з найповніших колекцій фотографій так званої «нової об'єктивності» у Німеччині. Вона містить, серед інших, роботи Ренгер-Патча, Гуго Ерфурта, Умбо та Роберта Петшо.

### Спеціальні виставки
- Ein fürtrefflicher Organist und Componist zu Lübeck: Dieterich Buxtehude (1637—1707), vom 6. Mai bis 26. August 2007.
- Aklama — Hilfsgeister der Ewe und Dangme. 2016. Katalog.
- Lübeck 1500 — Kunstmetropole im Ostseeraum. 2015. Katalog.

## Художня галерея Св. Анни
Нині в складі монастиря є не тільки музей Святої Анни, а й Художня галерея Святої Анни з музейною крамницею і бістро. Архітектура Kunsthalle, побудована в сучасному стилі у 2003 році, що включає залишки колишньої церкви монастиря Св. Анни, який згорів у 1843 році, і є подарунком від фонду Possehl ганзейському місту Любек. Архітектура художньої галереї, спроєктована архітекторами Конерманном Зігмундом з Гамбурга/Любека, здобула головний приз BDA Шлезвіг-Гольштейна у 2003 році, який присуджують щочотирироки. Kunsthalle демонструє сучасне мистецтво 20-го століття у змінних виставках.

### Виставки в картинній галереї
- У 2013 році була показана виставка «Emil Schumacher — Ensouled Matter» до десятої річниці заснування Kunsthalle St. Annen. Значну підтримку виставки надав Музей Еміля Шумахера в Хагені.
- У 2005/2006 роках відбулася виставка «Вигнання і сучасність», на якій показали 50 творів класичного модернізму з колекції Вашингтонського університету.